# Суринам на летних Олимпийских играх 2024

## Квалификация
| № п/п | Вид спорта      | Мужчины        | Мужчины                | Женщины        | Женщины                | Всего          | Всего                  |
| № п/п | Вид спорта      | Завоевано квот | Количество спортсменов | Завоевано квот | Количество спортсменов | Завоевано квот | Количество спортсменов |
| ----- | --------------- | -------------- | ---------------------- | -------------- | ---------------------- | -------------- | ---------------------- |
| 1     | Бадминтон       | 1              | 1                      |                |                        | 1              | 1                      |
| 2     | Велоспорт       | 2              | 1                      |                |                        | 2              | 1                      |
| 3     | Лёгкая атлетика | 1              | 1                      |                |                        | 1              | 1                      |
| 4     | Плавание        | 1              | 1                      | 1              | 1                      | 2              | 2                      |
|       | ИТОГО           | 5              | 4                      | 1              | 1                      | 6              | 5                      |

## Состав команды
Бадминтон
1. Сёрен Опти

 Велоспорт
1. Яир Чон Эн Фа[англ.]

 Лёгкая атлетика
1. Джейлен Лиссе[англ.]

 Плавание
1. Тирвин Хост[англ.]
2. Кейлин Джопарто[англ.]

## Бадминтон
Суринам получил одну универсальную квоту на участие в олимпийском турнире по бадминтону.
Мужчины
| Спортсмен  | Разряд    | Группы                        | Группы                                   | Группы        | Группы | 1/8 финала           | Четвертьфиналы       | Полуфиналы           | Финал / За 3 место   | Финал / За 3 место   |
| Спортсмен  | Разряд    | Соперник Счет                 | Соперник Счет                            | Соперник Счет | Место  | Соперник Счет        | Соперник Счет        | Соперник Счет        | Соперник Счет        | Место                |
| ---------- | --------- | ----------------------------- | ---------------------------------------- | ------------- | ------ | -------------------- | -------------------- | -------------------- | -------------------- | -------------------- |
| Сёрен Опти | Одиночный | CHNШи Юйци П 0-2 (5–21, 7–21) | ITAДжованни Тоти П 0-2 (8–21, 1–4снялся) | —             | 3      | завершил выступление | завершил выступление | завершил выступление | завершил выступление | завершил выступление |

## Велоспорт

### Велотрек
Суринам завоевал в соответствии с олимпийским рейтингом UCI два индивидуальных места в мужских спринтерских дисциплинах.
Спринт
| Спортсмен     | Дисциплина | Квалификация | Квалификация | 1/32 финала           | Утеш. 1/32                   | 1/16 финала         | Утеш. 1/16         | 1/8 финала           | Утеш. 1/8            | Четвертьфиналы       | Полуфиналы           | Финал / За 3 место   | Финал / За 3 место   |
| Спортсмен     | Дисциплина | Время        | Место        | Соперник Результат    | Соперник Результат           | Соперник Результат  | Соперник Результат | Соперник Результат   | Соперник Результат   | Соперник Результат   | Соперник Результат   | Соперник Результат   | Место                |
| ------------- | ---------- | ------------ | ------------ | --------------------- | ---------------------------- | ------------------- | ------------------ | -------------------- | -------------------- | -------------------- | -------------------- | -------------------- | -------------------- |
| Яир Чон Эн Фа | Мужчины    | 9,637        | 23 Q         | AUSМэттью Ричардсон П | GERЛука Шпигель CHNЧжоу Юй В | ISRМихаил Яковлев П | POLМатеуш Рудык П  | завершил выступление | завершил выступление | завершил выступление | завершил выступление | завершил выступление | завершил выступление |

Кейрин
| Спортсмен     | Дисциплина | Раунд 1 | Утеш. | Четвертьфиналы       | Полуфиналы           | Финал                |                      |
| Спортсмен     | Дисциплина | Место   | Место | Место                | Место                | Место                |                      |
| ------------- | ---------- | ------- | ----- | -------------------- | -------------------- | -------------------- | -------------------- |
| Яир Чон Эн Фа | Мужчины    | 4 R     | 4     | завершил выступление | завершил выступление | завершил выступление | завершил выступление |

## Легкая атлетика
Суринам получил одно универсальное место в легкоатлетические соревнования.
Беговые дисциплины
| Спортсмен     | Дисциплина    | Предварит. забеги | Предварит. забеги | Забеги               | Забеги               | Полуфиналы           | Полуфиналы           | Финал                | Финал                |
| Спортсмен     | Дисциплина    | Результат         | Место             | Результат            | Место                | Результат            | Место                | Результат            | Место                |
| ------------- | ------------- | ----------------- | ----------------- | -------------------- | -------------------- | -------------------- | -------------------- | -------------------- | -------------------- |
| Джейлен Лиссе | Мужчины 100 м | 10,64             | 1                 | завершил выступление | завершил выступление | завершил выступление | завершил выступление | завершил выступление | завершил выступление |

## Плавание
Суринам получил два универсальных место для участия в олимпийском турнире пловцов, по одному у мужчин и женщин.
| Спортсмен       | Дисциплина                  | Заплывы | Заплывы | Полуфиналы           | Полуфиналы           | Финал                | Финал                |
| Спортсмен       | Дисциплина                  | Время   | Место   | Время                | Место                | Время                | Место                |
| --------------- | --------------------------- | ------- | ------- | -------------------- | -------------------- | -------------------- | -------------------- |
| Тирвин Хост     | Мужчины 100 м вольный стиль | 52,99   | 68      | завершил выступление | завершил выступление | завершил выступление | завершил выступление |
| Кейлин Джопарто | Женщины 50 м вольный стиль  | 29,99   | 61      | завершил выступление | завершил выступление | завершил выступление | завершил выступление |